# Chung Hyeon
Chung Hyeon, kor. 정현 (ur. 19 maja 1996 w Seulu) – południowokoreański tenisista, finalista wielkoszlemowego Wimbledonu w grze pojedynczej chłopców w 2013 roku, złoty medalista igrzysk azjatyckich i uniwersjady oraz półfinalista Australian Open 2018.
Najwyżej sklasyfikowany w rankingu ATP World Tour w singlu był na 19. miejscu (2 kwietnia 2018), a w deblu na 187. pozycji (11 kwietnia 2016).

## Kariera tenisowa

### Kariera juniorska
W 2013 roku osiągnął finał rywalizacji w grze pojedynczej w wielkoszlemowym Wimbledonie. W meczu o mistrzostwo zmierzył się z Gianluigim Quinzim, któremu uległ 5:7, 6:7(2). W przeciągu kariery osiągnął też jeden półfinał w deblu i jeden ćwierćfinał w singlu.

### Sezon 2017
W listopadzie w turnieju dla młodej generacji tenisistów Next Generation ATP Finals wygrał wszystkie mecze grupowe i pokonał w finale najwyżej rozstawionego Andrieja Rublowa.
Sezon zakończył na 59. miejscu w rankingu ATP.

### Sezon 2018
Podczas Australian Open osiągnął półfinał singla, pokonując w zawodach m.in. Alexandra Zvereva i Novaka Đokovicia. Mecz o udział w finale poddał w Rogerowi Federerowi przy prowadzeniu Szwajcara 6:1, 5:2 z powodu odcisków na stopie. W deblu razem z Radu Albotem wygrali z rozstawioną z numerem drugim parą Henri Kontinen–John Peers.

### Statystyki

#### Historia występów w juniorskim Wielkim Szlemie w singlu
| Turniej         | 2012 | 2013 | 2014 |
| --------------- | ---- | ---- | ---- |
| Australian Open | A    | 3R   | QF   |
| French Open     | 2R   | 2R   | A    |
| Wimbledon       | A    | F    | QF   |
| US Open         | 3R   | 1R   | A    |

#### Historia występów w juniorskim Wielkim Szlemie w deblu
| Turniej         | 2012 | 2013 | 2014 |
| --------------- | ---- | ---- | ---- |
| Australian Open | A    | SF   | 1R   |
| French Open     | 1R   | 1R   | A    |
| Wimbledon       | A    | 1R   | A    |
| US Open         | 2R   | 2R   | A    |

#### Finały juniorskich turniejów wielkoszlemowych

##### Gra pojedyncza (0–1)
| Końcowy wynik | Nr | Data         | Turniej           | Nawierzchnia | Przeciwnik       | Wynik finału |
| ------------- | -- | ------------ | ----------------- | ------------ | ---------------- | ------------ |
| Finalista     | 1. | 7 lipca 2013 | Wimbledon, Londyn | Trawiasta    | Gianluigi Quinzi | 5:7, 6:7(2)  |